# Architecture en Inde

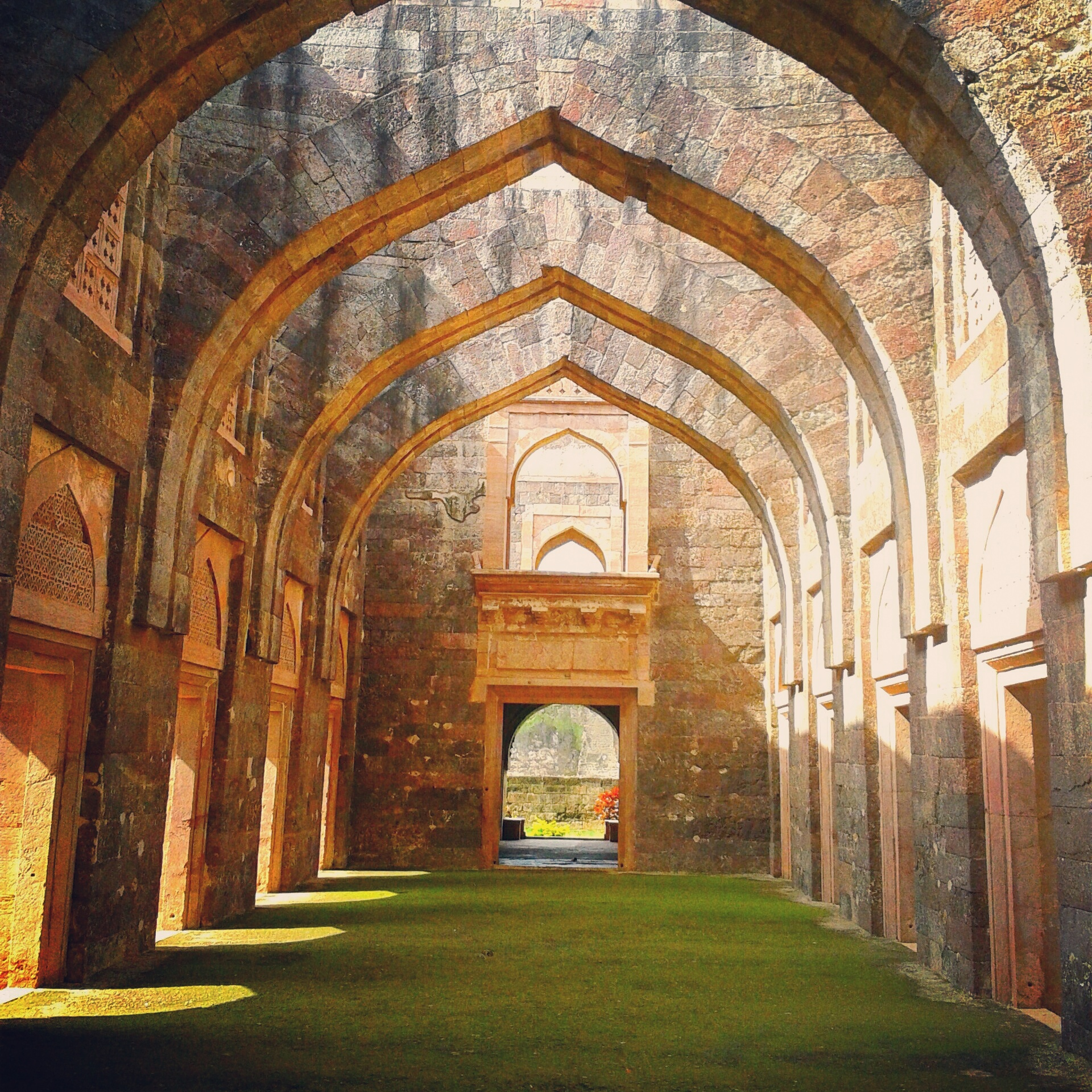
Arches de l'Hindola Mahal de Mândû.

L'architecture indienne est une architecture très riche puisant ses sources dans la préhistoire et évoluant avec le temps et dans l'espace (architectures locales).

## Périodes de l'architecture en Inde
- Les origines
  - Préhistoire
  - Architecture de la civilisation de l'Indus
  - Architecture de la période védique
- Les périodes anciennes
  - Architecture de la période Maurya
  - Architecture de la période Sunga
  - Architecture de la période Kusana
  - Architecture de la période Satavahana
- Les périodes classiques
  - Architecture de la période Goupta
  - Architecture de la période post-Goupta
- l'époque médiévale
  - Architecture du Bihar
  - Architecture de l'Orissa
  - Inde du Nord
  - Architecture du Gujarat
  - le Sud
- Architecture moghole
  - le Sud
  - Architecture du Rajasthan
  - Architecture du Panjab
- Architecture moderne de l'Inde
- Vastu Shastra